# Patricio Aylwin
Patricio Aylwin Azócar (ur. 26 listopada 1918 w Viña del Mar, zm. 19 kwietnia 2016 w Santiago) – chilijski polityk chadecki i adwokat pochodzenia irlandzkiego, po powrocie do demokracji w tym kraju w 1990 zastąpił dyktatora militarnego reżimu Augusto Pinocheta, w latach 1990–1994 prezydent Chile.

## Życiorys
Doktor prawa, sprawował w latach od 1971 do 1972 urząd prezydenta senatu. Po początkowym poparciu dla zamachu stanu przeciwko Salvadorowi Allende stał się przeciwnikiem wojskowych władz Pinocheta. Po rozwiązaniu przez juntę partii chrześcijańsko-demokratycznej przeniósł się do USA. W 1988 wziął udział w kampanii przeciwko przedłużeniu kadencji prezydenta Pinocheta.
14 grudnia 1989 został wybrany prezydentem. Przeprowadził demokratyczne reformy w Chile, dążył do pojednania obywateli kraju. Po zakończeniu kadencji, powrócił do swojego zobowiązania propagowania sprawiedliwości. Był prezesem organizacji non profit, mającej na celu wzmocnienia zasad etycznych w polityce.
Zmarł 19 kwietnia 2016, w wieku 97 lat, z powodu niewydolności oddechowej. Jego pogrzeb miał charakter państwowy, został pochowany na Cmentarzu Generalnym.